# Katarina Bulatović
Katarina Bulatović (Kragujevac, 15 de novembro de 1984) é uma handebolista profissional montenegrina, medalhista olímpica.

## Carreira
Katarina Bulatović fez parte do elenco da medalha de prata inédita da equipe montenegrina, em Londres 2012. Bulatovic foi artilheira dos Jogos de Londres 2012, com 53 gols. E do Europeu Feminino de 2012, com 56 gols.